# 烏基利亞火山
20°50′59″S 68°11′54″W / 20.84972°S 68.19833°W
烏基利亞火山（Ukilla），是玻利維亞的火山，位於波托西省的北利佩斯省，處於烏尤尼鹽沼以南，屬於安第斯山脈的一部分，海拔高度5,092米。